# Franz Grillparzer
Franz Grillparzer (né le 15 janvier 1791 à Vienne - mort le 21 janvier 1872 à Vienne) est un dramaturge autrichien.

## Biographie
Fils de juriste, Grillparzer étudie le droit à l'université et devient en 1813 stagiaire de concept à la chambre de la Cour impériale autrichienne. En 1821, il postule sans succès pour la place de Skriptor à la Bibliothèque privée impériale. Il devient enfin en 1823 Hofkonzipist, puis, en 1832, directeur des Archives impériales. En 1827, il écrivit l'oraison funèbre de Ludwig Van Beethoven. Obsèques auxquelles il participa.

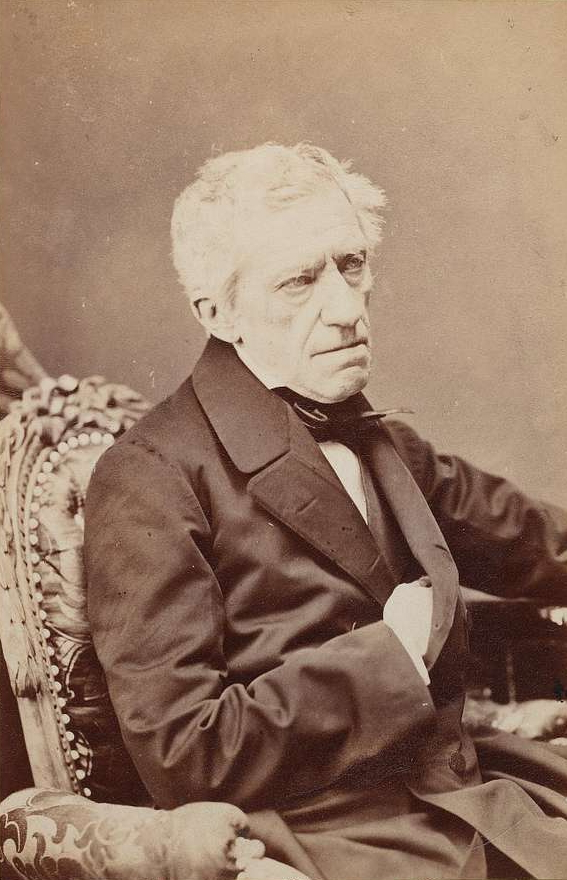
Franz Grillparzer. Tirage sur papier albuminé par Victor Angerer, ca. 1861.

Ses années d'éducation coïncident avec l'époque de la Révolution française et avec l'époque napoléonienne, bouleversements politiques dont il se tient à distance. Grillparzer est plutôt conservateur du joséphisme, mais ressent les contradictions de son époque.
Il reste fiancé toute sa vie à son amour de jeunesse, Katharina Fröhlich, sans selon son propre aveu « avoir le courage du mariage ».
C'est un pessimiste inquiet, conscient de la vanité des actions humaines, du bonheur comme de la gloire. Une sorte de sagesse résignée lui fait accepter le monde comme il va, non sans une certaine misanthropie.
Ses mérites sont reconnus dans les dernières années de sa vie : il est ainsi nommé membre de l'Académie impériale en 1847, et citoyen d'honneur de la ville de Vienne en 1864.
Il meurt le 21 janvier 1872 à l'âge de 81 ans.

## Grillparzer chez les autres écrivains
L'œuvre de Grillparzer a été en grande partie sauvée de l'oubli par l'éditeur Gerlach & Weidling qui publie sa biographie détaillée et l'ensemble de son travail à Vienne à partir de 1909.
Grillparzer apparaît en tant que personnage secondaire dans une des nouvelles de Sacher Masoch, intitulée La Pantoufle de Sapho.  Il est entre autres cité par :
- Friedrich Nietzsche dans les Secondes Considérations inactuelles.
- Stefan Zweig dans Le Monde d'hier. Souvenirs d'un Européen ainsi que dans l'ouvrage sur Paul Verlaine.
- John Irving dans Le Monde selon Garp, où il n'est d'ailleurs pas à son avantage. Irving y développe l'expression « faire son Grillparzer », qui signifie jouer à l'artiste de clocher.
- Paul Engelmann dans Les Lettres, rencontres, souvenirs, de Ludwig Wittgenstein et Paul Engelmann.
- Claudio Magris dans Danube (Gallimard 1988). Magris lui consacre également un chapitre complet dans Le Mythe et l'Empire (Gallimard 1991).
- Plusieurs fois dans Vertiges de W.G. Sebald (Schwindel. Gefühle, 1990 - Actes Sud 2001, pour la traduction française).
- Mathias Énard dans son roman Boussole, prix Goncourt 2016.
- Franz Kafka
- Robert Musil, dans l'Homme sans qualités, chapitre 100 par le général Stumm von Bordwehr

## Principales œuvres

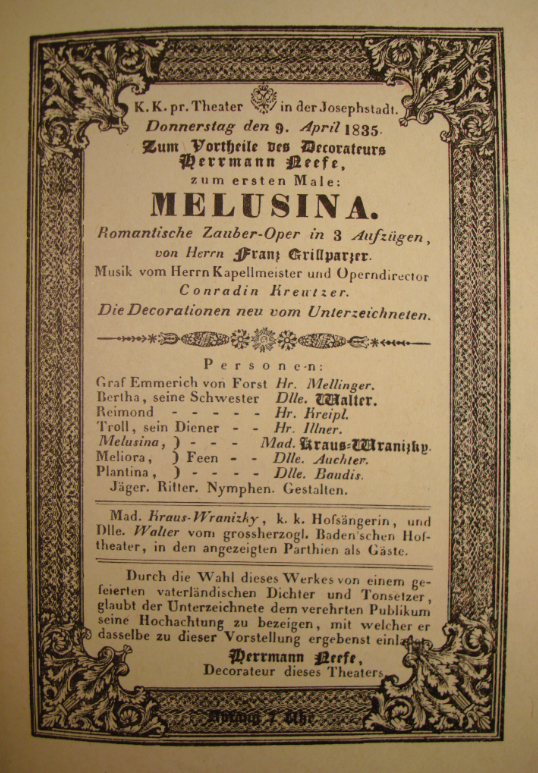
Affiche de Melusina, «Opéra magique romantique » en 3 actes, livret de Franz Grillparzer, musique de Conradin Kreutzer (Représentation du 9 avril 1835).

### Théâtre
- Die Ahnfrau (L'Aïeule), 1817
- Sappho (Sappho), 1818
- Das Goldene Vlies (La Toison d'or),  1819-1822, trilogie comprenant Der Gastfreund (L'Hôte), Die Argonauten (Les Argonautes) et Medea (Médée)
- Mélusina, (1822-1823), a été mis en musique par Conradin Kreutzer, «Opéra magique romantique» en 3 actes.
- Des Meeres und der Liebe Wellen (Les Vagues de la mer et de l'amour), 1831
- Der Traum ein Leben (Le Rêve, une vie), 1831
- Weh dem, der lügt (Malheur à celui qui ment), 1837
- Libussa (Libussa), 1848
- Ein Bruderzwist in Habsburg (Une querelle entre frères dans la maison de Habsbourg), 1848
- Die Jüdin von Toledo (de) (La Juive de Tolède), 1855 (première représentation en 1872)

### Romans
- 1828 : Das Kloster bei Sendomir (Le Couvent de Sendomir)
- 1847 : Der arme Spielmann (Le Pauvre Ménétrier)

### Traductions françaises
- Le Musicien des rues, Éditions Jacqueline Chambon, 95 p., 2000  (ISBN 978-2877112222)
- Drames antiques : Sappho, La Toison d'or, Les Vagues de la mer et de l'amour, trad. fr. Gilles Darras, Paris, Les Belles Lettres, coll. "Bibliothèque Allemande", 416 p., 2017  (ISBN 978-2251447179)

## Honneur
L'astéroïde (30933) Grillparzer porte son nom.